# Tiago Belmonte
Tiago Ongarato Belmonte (Porto Alegre (Brasil) el 9 de mayo de 1981), delantero brasileño con pasaporte italiano.

## Trayectoria deportiva
Tiago Belmonte es un delantero centro que se formó en las filas del Internacional de Porto Alegre. En el año 2002 dio el salto al fútbol profesional tras incorporarse al Metropolitano. Su carrera deportiva se completa con su paso por el Guaraní en el año 2003, equipo con el que anota 10 goles. 
Ese mismo año, da el salto al fútbol europeo. Vive su primera experiencia en el Viejo Continente en la liga austríaca, concretamente en el FC Lustenau, club que abandona en el año 2004 para volver a su país natal. En el retorno a la liga brasileña, se enrola en las filas del 15 de Novembro, club con el que consigue marcar 8 goles entre el Torneo Gaucho y la Copa de Brasil. 
En la temporada 2004-2005, y de la mano de su agente en Europa, el exfutbolista de la Selección de Dinamarca, Michael Beck, llega a la liga española. Ficha por el Club Deportivo Badajoz, equipo que está a punto de abandonar debido a la crisis económica que sufre, llegando incluso a volver a Brasil a finales de 2004. A comienzo de 2005 y tras recibir los cobros pendientes, Tiago vuelve al Club Deportivo Badajoz, equipo con el que finaliza la temporada y en el que anotó 7 goles en 15 partidos.
En el verano de 2005 ficha por el Pontevedra CF. Llega con la vitola de goleador, aunque en su primera temporada, apenas logra marcar 4 goles en 11 partidos. A comienzos de 2006 tiene que ser intervenido quirúrgicamente de una pubalgia (ya fuera intervenido de dos hernias cuando jugaba en Brasil) que le mantiene en el dique seco durante casi toda la segunda parte del campeonato, pues no reaparece hasta el último partido de liga ante el Melilla.
En su segunda temporada, Tiago comienza con ilusión la temporada, logrando anotar el único gol del equipo en Copa del Rey ante el Rayo Vallecano. En Liga, sufre un nuevo calvario con las lesiones. En la tercera jornada, en el Talavera-Pontevedra, sale de suplente y sufre un esguince de rodilla, lesión que le obliga de nuevo a pasar por el quirófano. Tras varios meses de inactividad y trabajos de recuperación, con alguna recaída de por medio, reaparece en un partido de Copa Federación ante el Amurrio, llegando a anotar un gol en ese partido. En Liga, reaparece ante el Fuenlabrada, aunque su presencia es testimonial, pues apenas juega unos minutos y no goza de ninguna oportunidad. Tras dejar atrás sus molestias en la rodilla, trabaja al máximo en los entrenamientos y busca la confianza del técnico para entrar en el equipo titular y gozar de más minutos de juego. Acaba la temporada con un total de 5 partidos jugados y un gol anotado, en la última jornada de Liga ante el Orientación Marítima.Tras acabar su vinculación con el PontevedraCF, Tiago Belmonte se compromete en junio del 2007 con el Zamora CF. 
- Datos: Q6146328